# Plující město
Plující město, do češtiny překládáno taky jako Plovoucí město (1871, Une ville flottante), je méně známý román francouzského spisovatele Julesa Verna z jeho cyklu Podivuhodné cesty (Les Voyages extraordinaires). K napsání románu inspirovala autora jeho společná plavba s bratrem Paulem (1829 – 1897) na v té době největším parníku světa Great Eastern z Liverpoolu do New Yorku v roce 1867.
Román má silně autobiografický charakter a je vyprávěn v první osobě. Velice těžko proto jde od sebe oddělit skutečné autorovy zážitky a jeho fikce. Všechno však svědčí o tom, že Verne byl lodí nadšen, přestože líčí i celou řadu drobných nehod a neštěstí plynoucích z ne zcela zvládnuté technologie výroby tak obrovského námořního kolosu (výtlak 18 915 tun, délka 210 metrů, šířka 25 metrů, počet cestujících 2996). Verne viděl v lodi vítězství lidského génia a pro její vybavenost a rozměry jí nazval plujícím městem.
Aby měla kniha vůbec nějaký děj, vložil autor do popisu lodi a svých zážitků v USA (např. návštěva Niagarských vodopádů) drobný, ale dramatický milostný příběh ženy, která zešílí, když zjistí, že na palubě lodi je jak muž, kterého opravdu miluje, tak i její manžel, kterého nenávidí, a když mezi oběma muži dojde k tragickému střetnutí.
Dalším Vernovým románem, který má podobný motiv (aspoň co se techniky týče), je román Plovoucí ostrov.
V jednom svazku s tímto románem vyšla současně historická novela Prorazili blokádu (Les Forceurs de blocus) z období americké občanské války, napsaná již roku 1865.

## Ilustrace
Knihu Plující město ilustroval Jules Férat.

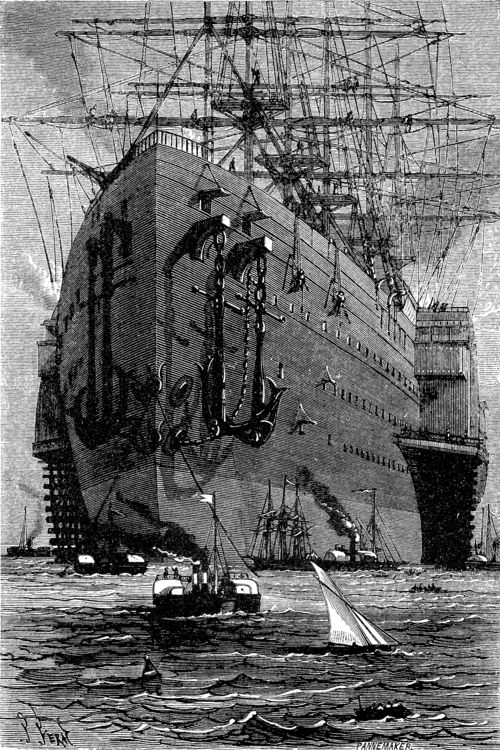
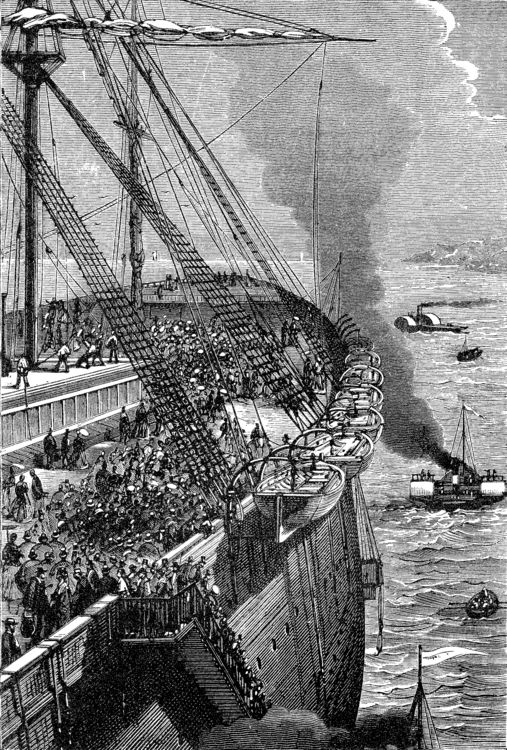
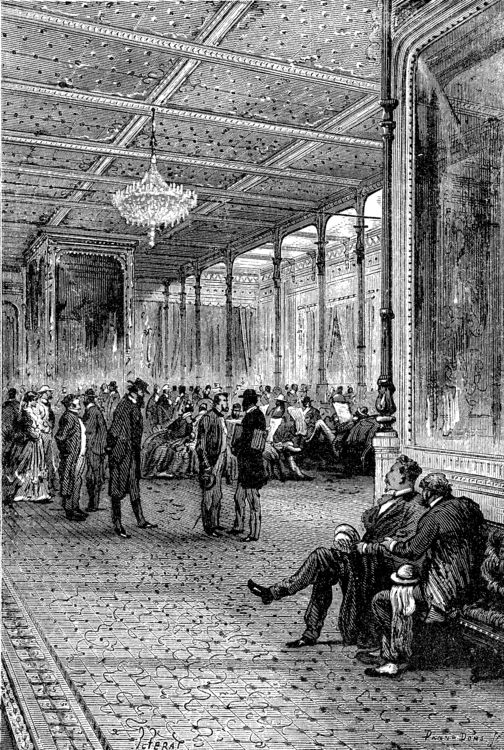
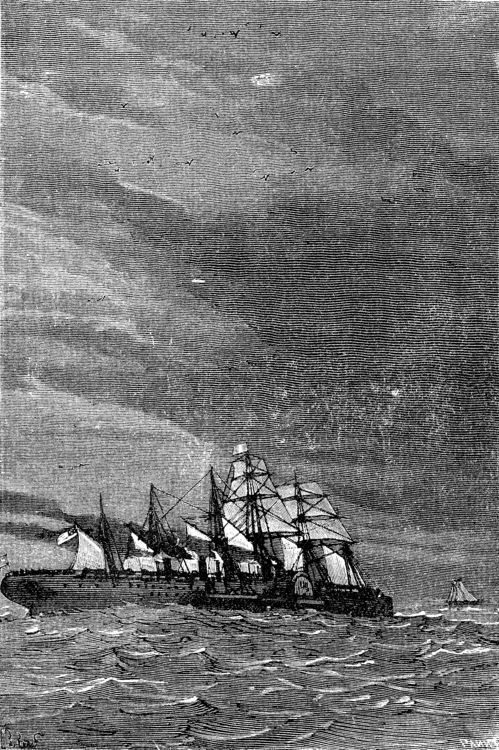

## Česká vydání
- Plující město, František Jaroslav Peřina, Hradec Králové 1889, přeložil Pavel Projsa.
- Plovoucí město, Bedřich Kočí, Praha 1906, přeložil Vítězslav Unzeitig,
- Plovoucí město, Alois Hynek, Praha 1906, přeložil Pavel Projsa, znovu 1911 a 1921.
- Plující město, Josef R. Vilímek, Praha 1930, přeložil Vítězslav Unzeitig,
- Plující město. Los č. 9672, Mustang, Plzeň 1996,
- Plovoucí město, Návrat, Brno 1996, přeložil Vítězslav Unzeitig, znovu 2007.
- Plovoucí město Nakladatelství Josef Vybíral, Žalkovice 2014, přeložil Vítězslav Unzeitig.
- Plující město, Milionář na cestách Omega, Praha 2017, přeložil Vítězslav Unzeitig.
- Plující město, Omega, Praha 2022, přeložil Vítězslav Unzeitig.